# География Доминиканской Республики

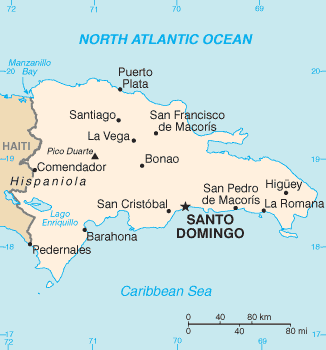

Доминиканская Республика расположена в Вест-Индии и занимает восточную часть острова Гаити, являясь крупнейшим на нём государством (занимает 74 % территории всего острова). Площадь — 48 730 км² (суша — 48 380 км², вода — 350 км²) и среди государств региона Доминиканская Республика по площади уступает лишь Кубе. На западе проходит сухопутная граница с Республикой Гаити, с востока располагается пролив Мона, отделяющий Доминиканскую Республику от владений США — Пуэрто-Рико. На севере земли страны омываются Атлантическим океаном, на юге — Карибским морем.

## Геология и полезные ископаемые
В недрах обнаружены полезные ископаемые такие как: бокситы, никель, титан, медь, железная руда, соль, гипс, серебро и золото.

## Рельеф и береговая линия
На территории Доминиканской Республики находятся высшая и низшая точки всей Вест-Индии. Рельеф острова Гаити имеет гористый характер, хребты и глубокие долины ориентированы преимущественно с северо-запада на юго-восток.
В центральной части страны располагается сложенный кристаллическими породами хребет Кордильера-Сентраль (также именуются горы Сибао или Массиф-ду-Норд), который начинается на побережье Карибского моря к западу от Санто-Доминго и тянется вглубь острова. Средняя высота хребта составляет 1800 м над уровнем моря, в его центральной части располагается Пик Дуарте (3087 м) — высшая точка страны и всего региона. Другие вершины: Яке, Ла-Русилья, Бандера и Михо.

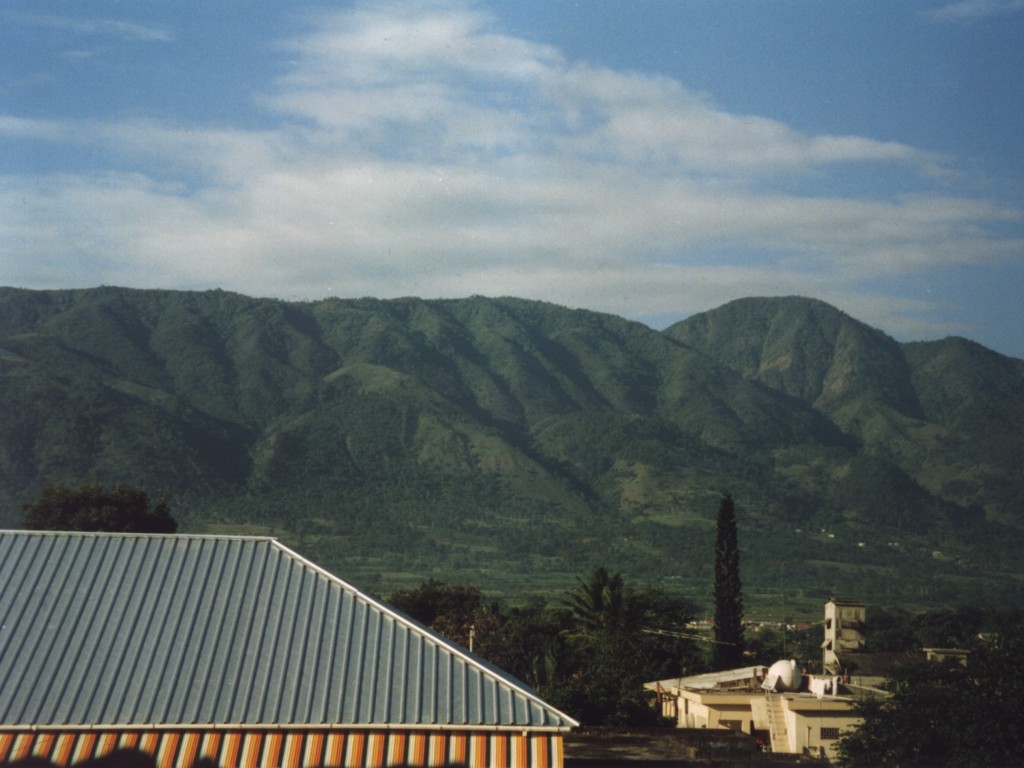
Кордильера-Сентраль

Между Кордильера-Сентраль и северным береговым хребтом Кордильера-Септентриональ (высота до 1249 м) располагается узкая долина Сибао, которая протягивается на 240 км от бухты Мансанильо у границы с Гаити на западе до залива Самана на востоке. В этой плодородной долине, особенно в районе Вега-Реаль, проживает почти половина населения страны.
К юго-западу от Кордильера-Сентраль лежат ещё две долины, разделённые низкой грядой Сьеррой-де-Нейба (высота до 2200 м). По северной долине протекает река Сан-Хуан, южная же — впадина Кюль-де-Сак — ранее была морским проливом, от которого при высыхании осталось несколько крупных солёных озёр. Здесь расположена самая низкая точка суши Вест-Индии — 44 м ниже уровня моря. Самый южных хребет Сьерра-де-Баоруко (в Гаити называется Массиф-де-ла-Селье) располагается над засушливыми землями провинции Педерналес.
Восточная часть страны занята большим известняковым плато, которое с севера ограничивается известняковым хребтом Кордильера-Орьенталь (высота до 701 м), а с юга полого понижается к побережью Карибского моря.
Длина береговой линии составляет 1 288 км. Доминиканской Республики также принадлежат три острова, расположенный у южного берега Испаньолы — Беата (самая южная точка страны), Каталина (рядом с городом Ла-Романа) и Саона.

## Климат
Доминиканская Республика расположена в зоне тропического климата, хотя климатические условия смягчаются пассатами и высотой. Среднегодовая температура составляет 25 °C, средние температуры регионом изменяются от 21 °C в горах центральной части до 28 °C на прибрежных равнинах. Температура редко превышает 32 °C и никогда не опускается ниже 0 °C.
Среднегодовое количество осадков 1000—1500 мм. Наветренные (северо-восточные) склоны гор в среднем за год получают до 2 540 мм осадков, долина Сибао получает 1500 мм осадков в год. До юго-западных районов влаги доходит относительно мало, в среднем за год там выпадает 760 мм осадков. Маловодными также являются северо-западная и юго-восточная области страны — Санто-Доминго получает 1450 мм осадков в год. Над территорией страны иногда проходят атлантические ураганы, которые возникают в период с августа по октябрь. Особенно разрушительными были ураганы 1930, 1954, 1979, и 1998 годов.

## Водные ресурсы и почвы

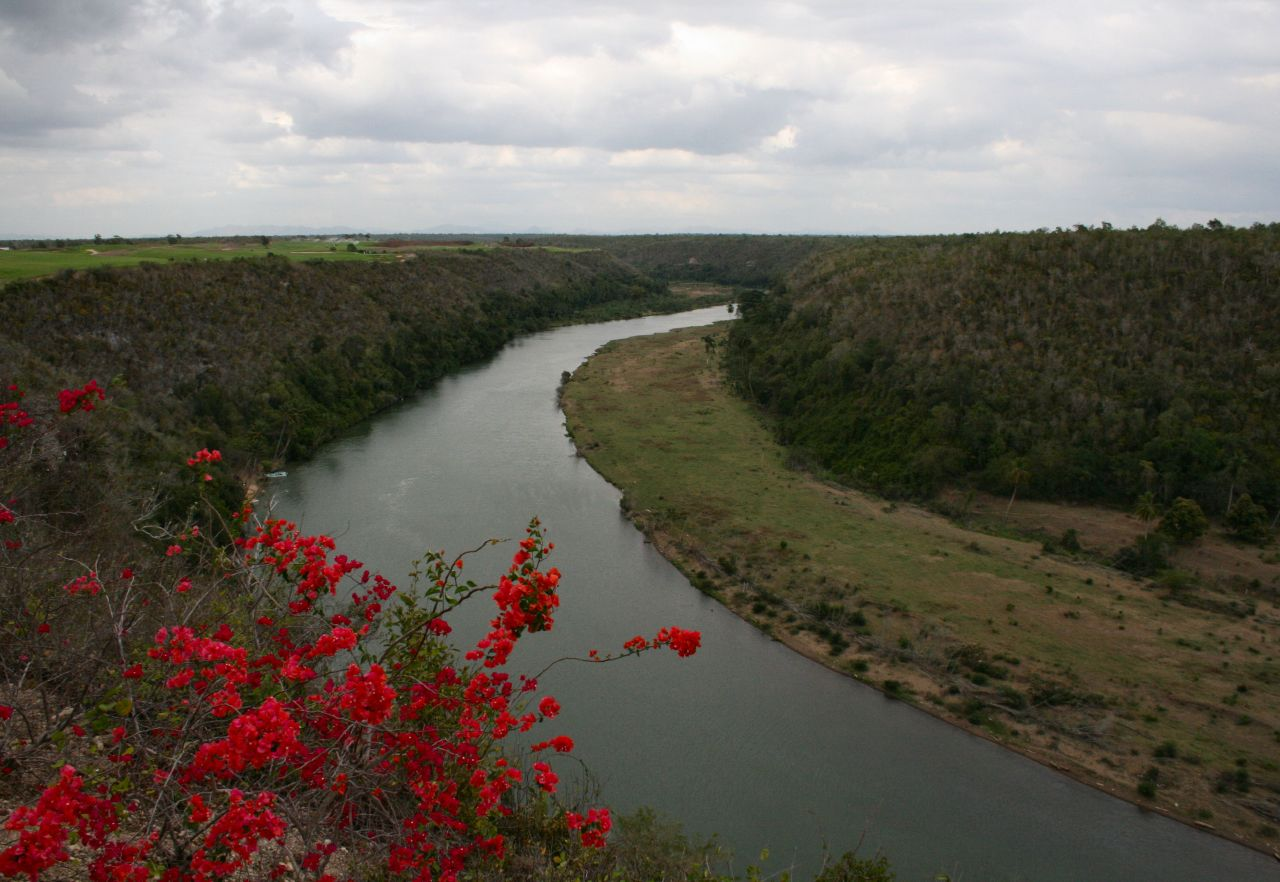
Река Чавон в Альтос-де-Чавон, Ла-Романа

По плодородной долине Сибао протекают реки Юна с притоком Каму (на востоке) и Яке-дель-Норте (на западе). Притоки Яке-дель-Норте дендрируют южные склоны хребта Кордильера-Септентриональ и северные отроги хребта Кордильера-Сентраль. По южной части Кордильера-Сентраль протекают реки бассейна Яке-дель-Сур, Окоа и Низао. В южной части страны по Центральной равнине и низменности Асуа протекает река Сан-Хуан, немного восточнее — река Осама. Озеро Энрикильо, крупнейшее из естественных озёр в стране, располагается в глубокой впадине на юго-западе страны.
Наиболее плодородные почвы находятся в долине Сибао, а также в восточной части страны. На склонах гор почвы коричнево-красные и менее плодородны, в более сухих районах — красные латеритные почвы. Соляные отложения вокруг озера Энрикильо создают единственный неплодородный регион страны. На побережье встречаются, особенно вдоль северного берега, песчаные пляжи.

## Растительность и животный мир

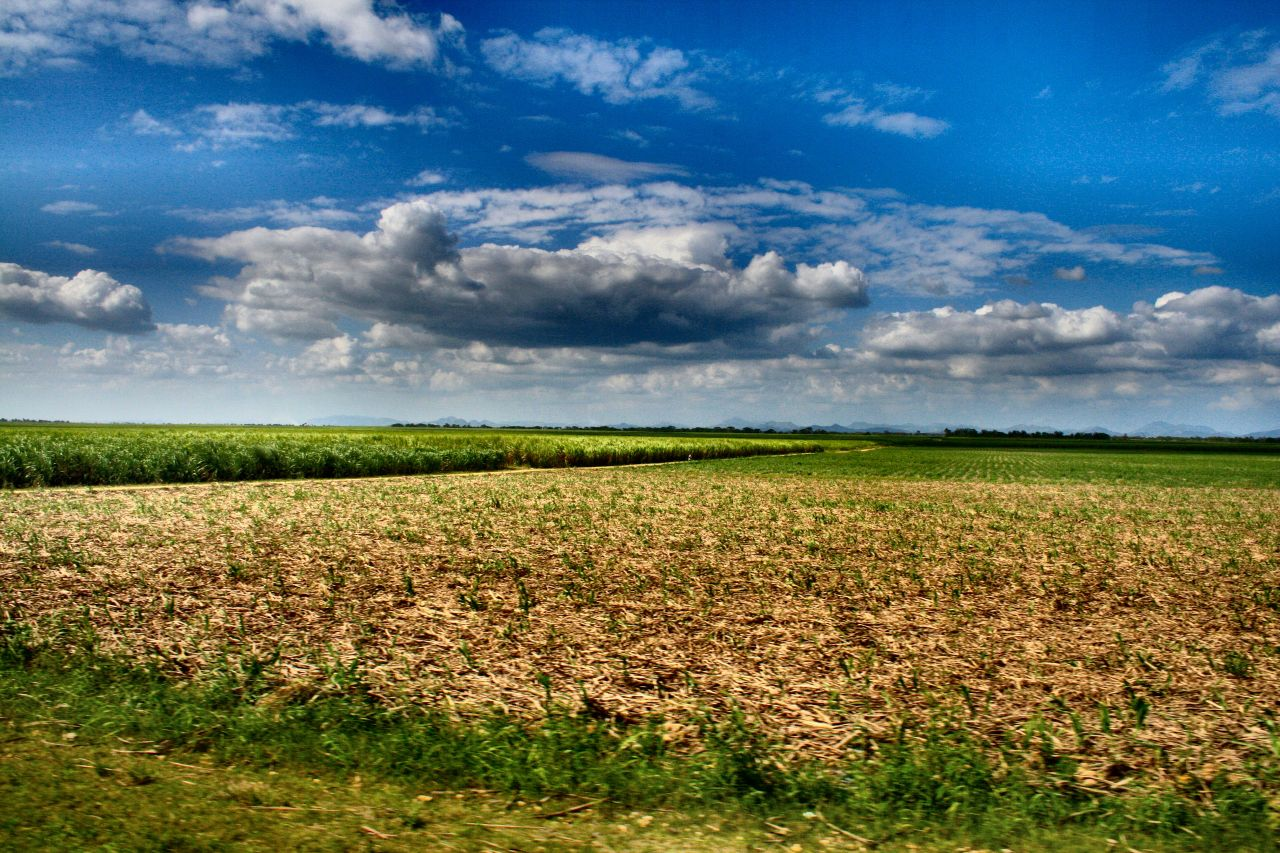
Плантации в Доминиканской Республике

Коренная растительность на большой части территории страны заменена ценными сельскохозяйственными культурами. На влажных склонах гор произрастают смешанные вечнозелёные тропические леса, в том числе махагониевое, кампешевое деревья и др.), по мере увеличения высоты леса становятся хвойными. На более сухих юго-западных склонах леса имеют лиственный характер. Влажные саванны и леса в долинах рек, вероятно, являются остатками естественной растительности. В сухом климате южного побережья распространены заросли колючих кустарников и кактусы. Вдоль некоторых участков побережий расположены мангровые болота.
Распространена королевская пальма. Большая часть сахарного тростника в Доминиканской Республики выращивается на плантациях восточного региона.
Разнообразие диких животных невелико, с XV века их список пополнился интродуцированными испанскими колонистами козами, которые за несколько веков успели одичать. В устье рек Яке-дель-Нотре и Яке-дель-Сур, а также в озере Энрикильо водятся крокодилы. Много птиц. На мелководьях, особенно в рифах, обитают рыбы и моллюски.